# فولوديمير بريشينينكو
فولوديمير بريشينينكو (بالأوكرانية: Причиненко Володимир Олексійович)‏ هو مدرب كرة قدم ولاعب كرة قدم أوكراني في مركز الدفاع، ولد في 2 أبريل 1960 في بريلوكي في أوكرانيا. لعب مع ديسنا تشرنيغوف ونادي تافريا سيمفروبول.